# Secretaria-Geral do Governo
A Secretaria-Geral do Governo é um serviço central do Estado português, que tem por missão prestar apoio técnico, administrativo e logístico ao Conselho de Ministros, ao Primeiro-Ministro e aos demais membros do Governo.
A Secretaria-Geral do Governo é dirigida por um secretário-geral, coadjuvado por seis secretários-gerais adjuntos. A Secretaria-Geral depende directamente do Primeiro-Ministro, embora este tenha a faculdade de delegação da tutela a outro membro do Governo. No atual governo, a tutela da Secretaria-Geral do Governo foi delegada no Ministro da Presidência, António Leitão Amaro.
Entre as suas atribuições estão, por exemplo, apoiar reuniões e processos administrativos e legislativos, apoiar a implementação do Código de Conduta do Governo, coordenar a participação dos membros do Governo em atos de natureza protocolar, garantir a gestão da rede informática do Governo, e administrar a Residência Oficial do Primeiro-Ministro e o Campus XXI.

## História
A Secretaria-Geral do Governo iniciou funções a 1 de janeiro de 2025, tendo sido criada pelo XXIV Governo Constitucional de Luís Montenegro, no âmbito da reforma do funcionamento e organização interna da administração pública prevista no seu programa, com vista a agregar vários serviços e secretarias-gerais de diferentes ministérios numa estrutura única, com ganhos de racionalização e eficência.
O primeiro titular do cargo de foi Carlos Costa Neves. Inicialmente, Hélder Rosalino, ex-administrador do Banco de Portugal, tinha sido apontado para exercer as funções de primeiro Secretário-Geral do Governo, mas este viria a manifestar a sua indisponibilidade para assumir o cargo na sequência de polémica em torno do seu vencimento: o Governo mudou, antes da sua nomeação, as regras de remuneração dos quadros dirigentes da nova estrutura de modo a permitir que Rosalino continuasse a auferir o mesmo salário mensal de quase 16 mil euros que recebia enquanto consultor do Banco de Portugal, ainda que este excedesse o vencimento do primeiro-ministro. A medida originou críticas, com a oposição a pedir a apreciação parlamentar do diploma que define o salário, e com o Governador do Banco de Portugal, Mário Centeno, a adiantar-se a declarar que o supervisor não iria arcar com os custos, invocando estar proibido pelo Eurosistema.